# Sakıp Sabancı
Sakıp Sabancı (* 7. April 1933 in Akçakaya bei Kayseri; † 10. April 2004 in Istanbul) war ein berühmter türkischer Industrieller und Philanthrop aus der Unternehmerfamilie Sabancı.

## Leben
Sakıp Sabancı gründete nach dem Tode seines Vaters, des Firmengründers Hacı Ömer Sabancı, im Jahr 1967 die Sabancı Holding, zu der neben türkischen Unternehmen mehrere Minderheits- und Mehrheitsbeteiligungen von weltbekannten Unternehmen gehören wie z. B. IBM, Dresdner Bank, Masterfoods, Nestlé, Toyota.
Sakıp Sabancı gründete viele soziale Einrichtungen in der Türkei, zu denen eine Universität, Schulen, Kindergärten, Kinderdörfer, Behindertenschulen und ein Sozialrentenfonds gehören. Er war unter anderem auch einer der größten Kunstmäzene der Türkei und besaß eine bedeutende Sammlung osmanischer Kalligraphie. Der Großteil seines Kunstbesitzes ist im Sakıp Sabancı Müzesi in Istanbul zu besichtigen.
1992 erhielt er den japanischen Orden des Heiligen Schatzes mit Gold- und Silberstern (2. Klasse).
Sabancı starb an den Folgen eines Nierentumors und hinterließ ein Vermögen von 2,65 Milliarden Euro. Der Großindustrielle wurde zu Lebzeiten auf der Forbes-Liste der reichsten Menschen der Welt auf Platz 147 geführt.